# Gol dos ventos uivantes
Gol dos ventos uivantes foi um histórico gol de futebol marcado pelo goleiro Ubirajara Alcântara, do Flamengo, sendo o único gol que ele marcou em sua carreira. Ganhou este nome por ter acontecido no Estádio Luso-Brasileiro, que é conhecido como "Estádio dos Ventos Uivantes".

## História
Aconteceu em 19 de setembro de 1970, na partida em que o Flamengo derrotou o Madureira por 2–0, válida pela última rodada do Campeonato Carioca daquele ano. Já eram jogados trinta minutos da segunda etapa e o Flamengo vencia por 1–0, gol de Zanata de pênalti, quando Ubirajara repôs a bola, provavelmente buscando o passe para o atacante Nei. Só que o chute, contando com a colaboração do vento, foi mais forte que o esperado: a redonda, traiçoeira, quicou e encobriu o goleiro Paulo Roberto, contando também com um corta luz de Nei, que terminou de complicar a jogada para o arqueiro do Tricolor Suburbano.
Naturalmente, os presentes ao estádio creditaram o feito ao acaso, ou ainda pela ajuda do famoso vento que sempre pairou naquela localidade.
| “                             | Foi um gol de goleiro e não do vento. Chutei forte (da área do Fla) e direcionado. A bola quicou e enganou o goleiro. O Nei (atacante) ainda fez o corta-luz. Fiquei parado na hora da comemoração. Depois o Yustrich (técnico) me deixou concentrado uma semana e não fiz reportagens. Aí a imprensa passou a dizer que o gol foi do vento, mas não foi. | ” |
| — Ubirajara, sobre o seu gol, | |   |

Anos mais tarde, este gol seria reconhecido pelo Guinness World Records como o Primeiro gol de goleiro marcado com bola rolando.
| “                                            | O Pelé fez mais de mil gols. Eu fiz um e estou do lado dele no livro dos recordes. Para você ver como foi importante o meu gol. O meu gol tem o valor de mil. | ” |
| — Ubirajara, sobre a importância do seu gol, | |   |

Em 2017, o Flamengo fez um acordo de três anos para a administrar o Estádio Luso-Brasileiro. Por conta disso, em 14 de junho de 2017, quando o Flamengo fez sua primeira partida como mandante no Estádio (então chamado de "Ilha do Urubu"), o clube fez uma placa comemorativa deste gol.

## Recordes
- Primeiro gol de goleiro da história do Clube de Regatas do Flamengo[6]
- Primeiro gol de goleiro da história do Futebol Brasileiro (reconhecido pela CBF[7])

### Reconhecido pelo Guinness World Records
- Primeiro gol de goleiro marcado com bola rolando, de sua baliza até a baliza adversária[3]

### Ainda não reconhecidos
- Gol marcado com a maior distância (o campo na época tinha 120 metros — maior distância aceita pela FIFA — e ele deu um chute de sua própria área)[nota 1][9][3]